# Королик Польський
Королик Польський (пол. Królik Polski) — село північної Лемківщини в Польщі, у гміні Риманів Кросненського повіту Підкарпатського воєводства, поблизу містечка Романів, центру однойменної гміни. Населення — 774 особи (2011).

## Історія
Село закріпачив князь Владислав Опольчик у 1389 р.
До 1772 року село входило до складу Сяноцької землі Руського воєводства (Королівства Польського, Речі Посполитої). З 1772 до 1918 року — у межах Королівства Галичини та Володимирії Австро-Угорщини, зокрема від 1867 р. входило до Сяніцького повіту. З 1918 до 1939 років — Сяніцький повіт Львівського воєводства Польської Республіки. У 1880 р. в селі проживали 401 греко-католик і 405 римокатоликів. Наявний у селі костел був фактором постійної латинизації та полонізації лемківського населення.
У 1939 р. з 930 жителів села — 390 українців, 525 поляків і 15 євреїв.
12 грудня 1942 р. СС і німецька поліція за участь в русі опору розстріляли 9 жителів (6 українців і 3 поляків) та ще багатьох арештували й вислали до концтаборів.
До 1945 р. в селі була греко-католицька громада парафії Королик Волоський Риманівського деканату. Метричні книги провадились від 1784 р.
Після Другої світової війни частину лемків вивезли в СРСР, решту під час операції «Вісла» депортували на понімецькі землі.
У 1975—1998 роках село належало до Кросненського воєводства.

## Демографія
Демографічна структура станом на 31 березня 2011 року:
|          | Загалом | Допрацездатний вік | Працездатний вік | Постпрацездатний вік |
| -------- | ------- | ------------------ | ---------------- | -------------------- |
| Чоловіки | 398     | 96                 | 268              | 34                   |
| Жінки    | 376     | 84                 | 229              | 63                   |
| Разом    | 774     | 180                | 497              | 97                   |